# Sergey Usov
Sergey Usov (né le 16 janvier 1964 à Tachkent) est un athlète soviétique, ouzbek, puis biélorusse, spécialiste du 110 m haies.
Il détient le record national ouzbek en 13 s 27, obtenu le 11 juin 1988 à Leningrad.
Il termine 2e de la Coupe du monde en 1985 et en 1992 (où il fait alors partie de l'Équipe unifiée tout en représentant l'Ouzbékistan).